# Erich Zugmayer
Erich Johann Georg Zugmayer (ur. 16 maja 1879 w Wiedniu, zm. 12 lutego 1938 tamże) – austriacki zoolog, ichtiolog i herpetolog, podróżnik, dyplomata, profesor tytularny.

## Życiorys
Urodził się w Wiedniu jako syn geologa, paleontologa i dyrektora firmy metalowej Georg Zugmayer & Söhne, Heinricha Zugmayera (1841–1917), i jego żony Emilie, z domu Hoffmann (†1926). Miał dwoje rodzeństwa: młodszą siostrę Hildegard (Hilde), zamężną Preleitner, i starszego brata Paula. Paul od 1910 roku kierował razem z kuzynem Ottonem Zugmayerem (i po jego śmierci w 1921 razem z Erwinem) firmą Zugmayerów. Kuzynem Ericha był zoolog Hans Hass (1919–2013).
Ukończył sześć klas ośmioklasowego gimnazjum państwowego i trzyletni kurs w Wiedeńskiej Szkole Handlowej. Następnie odbył rok praktyki kupieckiej w Londynie. W latach 1900–1903 studiował na Uniwersytecie w Heidelbergu zoologię, geologię i geografię. Jego nauczycielami byli Otto Bütschli, Theodor Curtius, Curt Herbst, Alfred Hettner, Albrecht Kossel, Friedrich Krafft, Robert Lauterborn, Hermann Karl Rosenbusch, Wilhelm Salomon-Calvi i August Schuberg. W 1904 roku przedstawił dysertację doktorską dotyczącą narządów zmysłowych małża sercówki (Über Sinnesorgane an den Tentakeln des Genus Cardium), przygotowaną w Instytucie Zoologii pod kierunkiem Bütschliego. Jeszcze przed ukończeniem studiów przedsięwziął szereg wypraw: w 1899 do Norwegii, Laponii, w 1902 na Islandię, w 1905 na Kaukaz, w 1906 do Turkiestanu, północno-zachodniego Tybetu i Kaszmiru, w latach 1911–1916 do Beludżystanu. W 1911 otrzymał tytuł profesora i niemieckie obywatelstwo. Podczas I wojny światowej odbył misję wojskowo-dyplomatyczną do Persji i Beludżystanu, był niemieckim konsulem w Isfahanie i Kermanie. W 1916 roku trafił do angielskiej niewoli, następnie wydany w niewolę rosyjską i uwolniony w 1918 roku. W maju tego roku został mianowany radcą legacyjnym w Tyflisie. W 1919 roku w Monachium, od 1922 w służbie Ministerstwa Spraw Zagranicznych. W 1930 roku wrócił do Wiednia.
Był członkiem Austriackiego Towarzystwa Geograficznego (Österreichische Geographische Gesellschaft) od 1905, w 1912 wybrano go na członka korespondenta. Członek honorowy Towarzystwa Geograficznego w Monachium (Geographische Gesellschaft in München). Należał do Reichsverband der Deutschen Presse. Był odznaczony Krzyżem Żelaznym I i II klasy.
Nie założył rodziny. Mieszkał w Wiedniu pod adresem Bösendorferstraße 9. Zmarł w nocy z 12 na 13 lutego 1938 roku w rodzinnym mieście, został pochowany w rodzinnym grobie na cmentarzu w Waldegg.

## Wyprawy naukowe

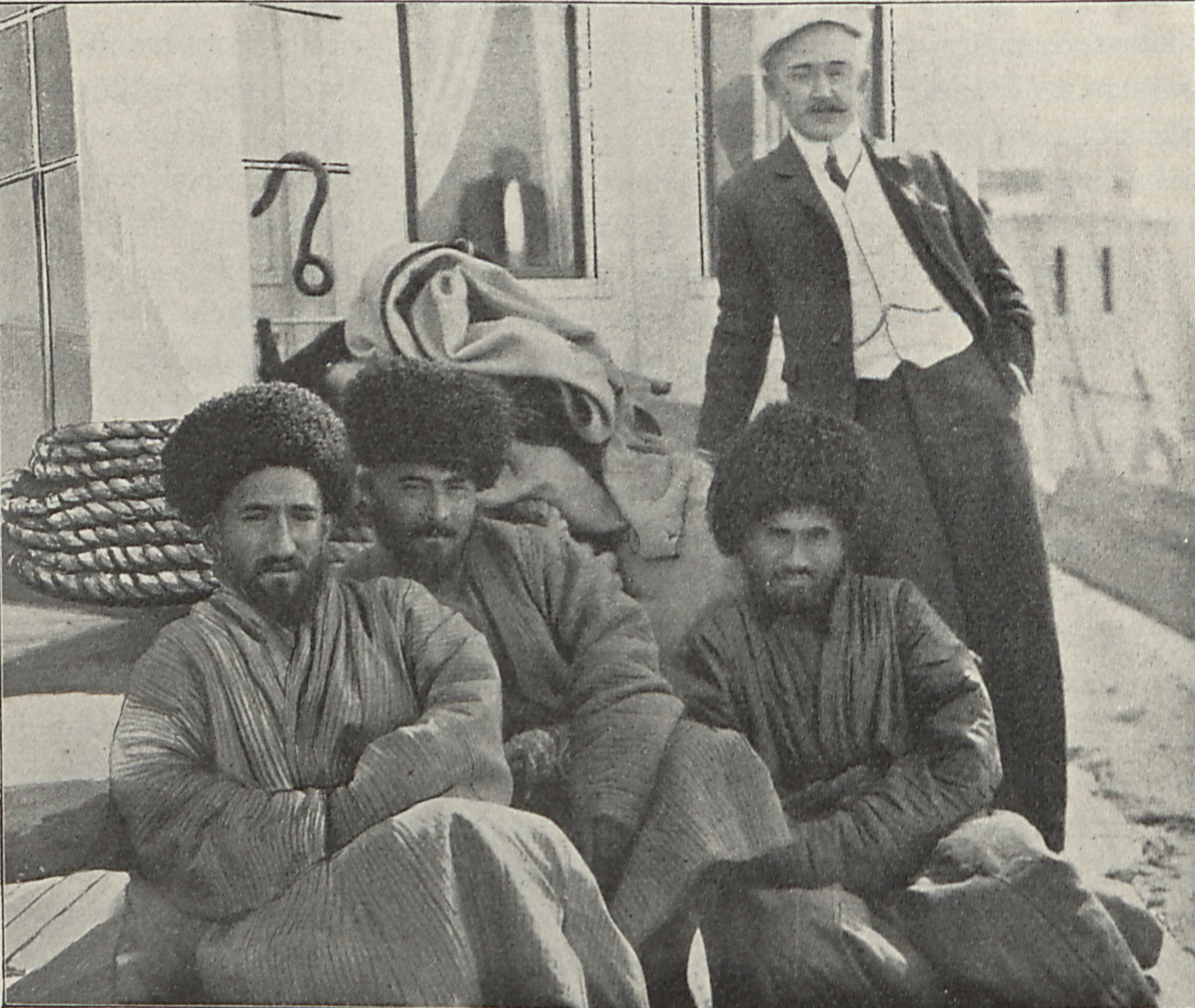
Erich Zugmayer w towarzystwie trzech Uzbeków podczas wyprawy do Azji Zachodniej (1904)

W 1902 roku odbył trwającą sześć tygodni wyprawę do Islandii, razem z bratem Paulem i dwoma kolegami z uniwersytetu. W 1904 roku podróżował do Azji Południowo-Wschodniej. Wyprawę sfinansowało Muzeum Historii Naturalnej w Wiedniu. Podróż trwała pół roku, od maja do listopada. Jej celem było przede wszystkim zbadanie ichtiofauny jezior Sewan („Götschai”), Urmia, Wan i Jeziora Aralskiego. 12 maja Zugmayer opuścił Wiedeń w towarzystwie służącego Matthiasa Weichbolda i 14 maja przybył pociągiem do Konstantynopola. Stamtąd statkiem do Batum (19 maja) i pociągiem do Tyflisu, gdzie był 22 maja. Dzięki listowi żelaznemu wystawionemu przez rosyjskie władze dalsza część wyprawy miała przebiegać bez komplikacji. 31 maja podróżnicy przyjechali pociągiem do Erywania, i 6 czerwca dotarli do południowego brzegu jeziora Sewan. Epidemie cholery i powstanie Kurdów zmuszały Zugmayera do częstych zmian przebiegu trasy. Pod koniec podróży, od Baku do Tyflisu, towarzyszył mu w podróży brat, inżynier Paul Zugmayer. W drugiej połowie października skrzynie z zebranymi okazami wysłano do Wiednia. Trzydniowa podróż pociągiem z Biesłanu do Wiednia była ostatnim etapem tej wyprawy.
Podczas wyprawy do Chińskiego Turkiestanu, Tybetu i Kaszmiru mającej miejsce w 1906 roku, Zugmayer zebrał kolekcję ryb zachodniego i środkowego Tybetu, Ladakh (wschodni Kaszmir) i jeziora Panggong. Zebrano 400 okazów należących do 23 gatunków ryb, z czego cztery opisano jako nowe dla nauki (Schizothorax montanus, S. ladacensis, S. tibetanus i Aspiorhynchus sartus) (Zugmayer, 1910). Ekspedycję ponownie sfinansowało wiedeńskie Muzeum Historii Naturalnej. Pełna kolekcja i syntypy zostały zdeponowane w Bawarskiej Państwowej Kolekcji Zoologicznej w Monachium (Zoologische Staatssammlung München).
W drugiej ekspedycji z 1911 roku Zugmayer wyruszył do Beludżystanu, gdzie miał zebrać kolekcję ryb morskich do Muzeum Narodowego sir Henry’ego McMahona w Kwecie. Od lutego do maja 1911 eksplorowano przymorze w pobliżu granicy z Iranem, a od czerwca do połowy września środkową część prowincji. W październiku uzupełniono kolekcję w Kaszmirze. Finansowanie wyprawy przez Królewską Bawarską Akademię Nauk (Königlich Bayerische Akademie der Wissenschaften) opiewało na znaczną kwotę 5000 marek.
Na początku ekspedycji Zugmayer zwiedził porty w Pasni, Gwadarze, Sonmiani i Ormarze, gdzie nabywał okazy do kolekcji od miejscowych rybaków. Później zajął się ichtiofauną słodkowodną i zebrał okazy z rzek Purali w Lasbela, Daszt w Suntsarze i Turbacie, Vidar w Sonmiani, w okolicach Kwety, w Pishin, w Mastung i Nushki na południe od Kwety, oraz w okolicy Panjgur w dolinie Rakhshan.
Zebrano ponad 300 okazów, należących do 40 gatunków i 18 rodzin. Spośród nich jako nowe dla nauki opisano gatunki Torpedo zugmayeri, Platycephalus platysoma, Petroscirtes cristatus, Labeo gedrosicus, Labeo macmahoni, Scaphiodon watsoni var. belense, Scaphiodon daukesi, Nemacheilus baluchiorum i Nemacheilus brahui. Prawie cała kolekcja zdeponowana w Monachium uległa zniszczeniu podczas II wojny.
Na jego cześć nazwano gatunki:
- Bathytroctes zugmayeri Fowler, 1934[12]
- Corvus splendens zugmayeri Laubmann, 1913[13]
- Melanonus zugmayeri Norman, 1930
- Pseudepidalea zugmayeri (Eiselt and Schmidtler, 1973)
- Rhagodes zugmayeri (Roewer, 1933)
- Ochthebius zugmayeri Kniz, 1909[14].
- Cyprinotus zugmayeri Brehm, 1914

## Gatunki opisane przez Zugmayera

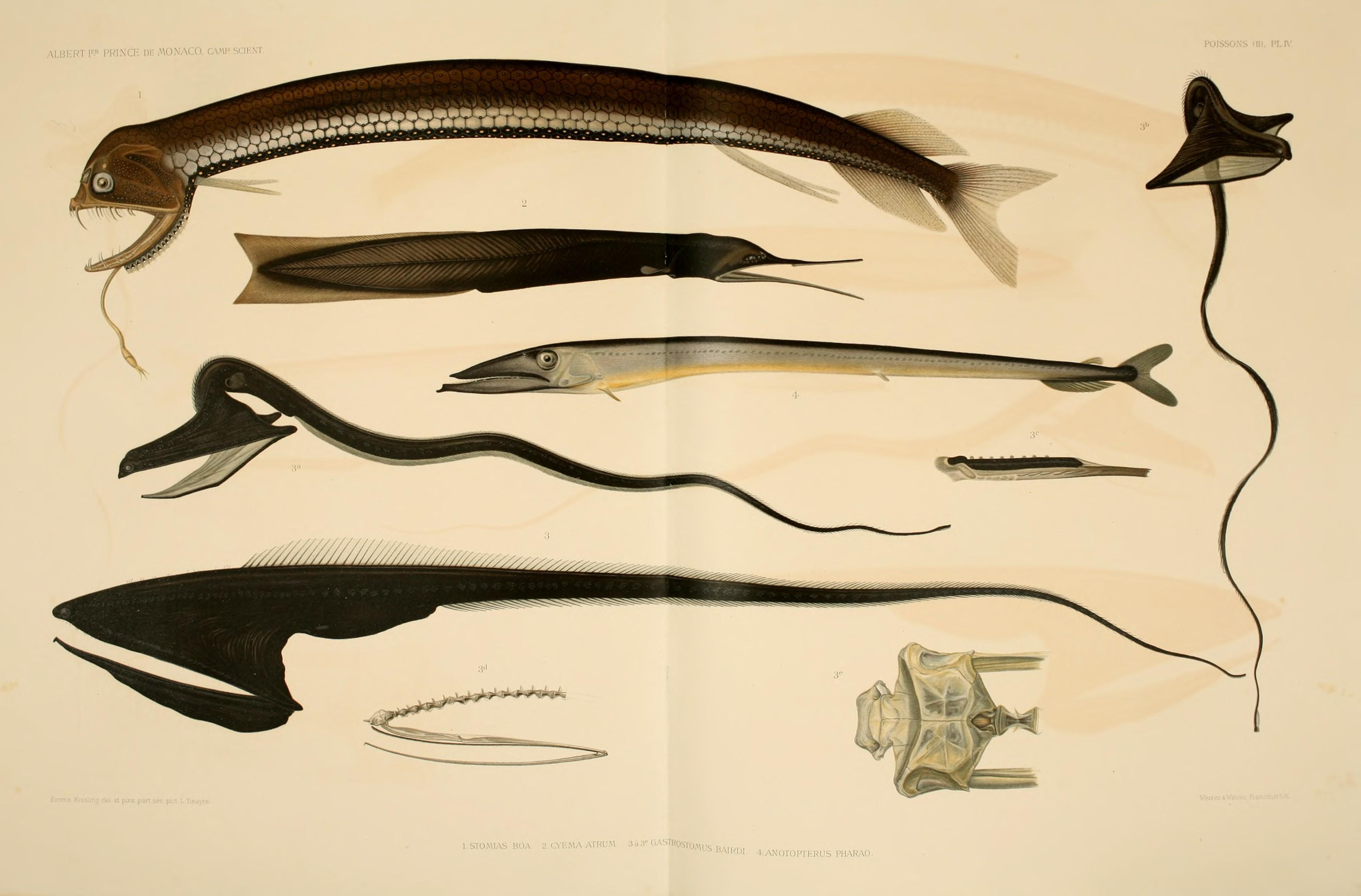
Plansza z pracy Zugmayera z 1912 roku

- Aleposomus cyaneus Zugmayer, 1914 – młodszy synonim Xenodermichthys copei (Gill, 1884)
- Anotopterus pharao Zugmayer, 1911
- Aristostomias grimaldii Zugmayer, 1913
- Aspiorhynchus sartus Zugmayer, 1909 – młodszy synonim Aspiorhynchus laticeps (Day, 1877)
- Asquamiceps velaris Zugmayer, 1911
- Barathrites iris Zugmayer, 1911
- Bathophilus vaillanti (Zugmayer, 1911) jako Trichostomias vaillanti Zugmayer, 1911
- Bathytroctes grimaldii Zugmayer, 1911 – młodszy synonim Bathytroctes microlepis Günther, 1878
- Benthalbella infans Zugmayer, 1911
- Careproctus dubius Zugmayer, 1911
- Cetostoma regani Zugmayer, 1914 jako Cetostomus regani Zugmayer, 1914
- Echiostoma richardi Zugmayer, 1913 – młodszy synonim Photonectes margarita (Goode & Bean, 1896)
- Exocoetus fucorum Zugmayer, 1911
- Eustomias braueri Zugmayer, 1911
- Eustomias tetranema Zugmayer, 1913
- Flagellostomias boureei (Zugmayer, 1913)
- Gonostoma polyphos Zugmayer, 1911 – młodszy synonim Gonostoma elongatum Günther, 1878
- Labeo gedrosicus Zugmayer, 1912
- Lampadena braueri Zugmayer, 1914 – młodszy synonim Lampadena speculigera Goode & Bean, 1896
- Leptostomias gladiator (Zugmayer, 1911) jako Nematostomias gladiator Zugmayer, 1911
- Leuciscus merzbacheri  (Zugmayer, 1912) jako Aspiopsis merzbacheri Zugmayer, 1912
- Lobianchia dofleini (Zugmayer, 1911)
- Macrurus violaceus Zugmayer, 1911 młodszy synonim Nezumia sclerorhynchus (Valenciennes, 1838)
- Myctophum rissoi Zugmayer, 1911
- Opisthoproctus grimaldii Zugmayer, 1911
- Opisthopterus tartur Zugmayer, 1913 – młodszy synonim Opisthopterus tardoore (Cuvier, 1829)
- Pachycara obesa Zugmayer, 1911 – młodszy synonim Pachycara bulbiceps (Garman, 1899)
- Parabrotula plagiophthalma Zugmayer, 1911
- Paralepis brevis Zugmayer, 1911 – młodszy synonim Magnisudis atlantica (Krøyer, 1868)
- Petroscirtes cristatus Zugmayer, 1913 – młodszy synonim Omobranchus mekranensis (Regan, 1905)
- Photonectes braueri (Zugmayer, 1913) jako Melanostomias braueri Zugmayer, 1913
- Platyberyx opalescens  Zugmayer, 1911
- Platycephalus platysoma Zugmayer, 1912
- Poromitra nigriceps (Zugmayer, 1911) jako Poromitrella nigriceps Zugmayer, 1911
- Regalecus caudatus Zugmayer, 1914 – młodszy synonim Regalecus glesne Ascanius, 1772
- Rhadinesthes decimus (Zugmayer, 1911) jako Astronesthes decimus Zugmayer, 1911
- Scaphiodon daukesi Zugmayer, 1912 – młodszy synonim Cyprinion milesi (Day, 1880)
- Scaphiodon watsoni var. belense Zugmayer, 1912 – młodszy synonim Cyprinion watsoni (Day, 1872)
- Schistura baluchiorum (Zugmayer, 1912) jako Nemacheilus baluchiorum Zugmayer, 1912
- Schizothorax ladacensis Zugmayer, 1909 – młodszy synonim Schizothorax labiatus (McClelland, 1842)
- Schizothorax montanus Zugmayer, 1909 – młodszy synonim Schizothorax esocinus Heckel, 1838
- Schizothorax tibetanus Zugmayer, 1909 – młodszy synonim Schizothorax labiatus (McClelland, 1842)
- Sciadonus cryptophthalmus (Zugmayer, 1911) jako Leucochlamys cryptophthalmus Zugmayer, 1911
- Scopeloberyx opercularis Zugmayer, 1911 – młodszy synonim Scopeloberyx robustus (Günther, 1887)
- Tariqilabeo macmahoni (Zugmayer, 1912) jako Labeo macmahoni Zugmayer, 1912
- Triplophysa brahui (Zugmayer, 1912) jako Nemachilus brahui Zugmayer, 1912
- Zoarcites pardalis Zugmayer, 1914 – młodszy synonim Cryptacanthodes maculatus Storer, 1839

## Lista prac
- Eine Reise durch Island im Jahre 1902. Wien: Verlag von Adolph v. A.W. Künast, 1903
- Über Sinnesorgane an den Tentakeln des Genus Cardium. Inaug. Dissertation. Leipzig: W. Engelmann, 1904
- Über Sinnesorgane an den Tentakeln des Genus Cardium. Zeitschrift für wissenschaftliche Zoologie 76 (3), ss. 478–508, 1904
- Eine Reise durch Vorderasien im Jahre 1904. Wien: Verlag Dietrich Reimer, 1905
- Beiträge zur Herpetologie von Vorder-Asien. Zoologische Jahrbücher 26, s. 449–486, 1906
- Eine Reise durch Zentralasien im Jahre 1906. Berlin: Verlag Dietrich Reimer, 1908
- Bericht über eine Reise in Westtibet. Geographische Mitteilungen (7), s. 145–151, 1909
- Beiträge zur Herpetologie von Zentral-Asien. Zoologische Jahrbücher 27, s. 481–508, 1909
- Beiträge zur Ichthyologie von Zentral-Asien. Zoologische Jahrbücher 29 (3/4), s. 275–298, 1910
- Das afghanische Bahnprojekt. Deutsche Rundschau für Geographie 33 (3), s. 118–123, 1910/1911
- Poissons de la „Princesse Alice” 1901–1910. Résultats des campagnes scientifiques accomplies sur son yacht par Albert Ier, prince souverain de Monaco 35, 1911
- Diagnoses de poissons nouveaux provenant des campagnes du yacht „Princesse-Alice” (1901 à 1910). Bulletin de l′Institut océanographique de Monaco 193, s. 1–14, 1911
- On a new genus of Cyprinoid fishes from high Asia. „Annals and Magazine of Natural History”. 9 (54), s. 682, 1912. DOI: 10.1080/00222931208693184.
- Eight new fishes from Baluchistan. „Annals and Magazine of Natural History”. 10 (60), s. 595–599, 1912. DOI: 10.1080/00222931208693276.
- Über meine Reise in Baludschistan. Mitteilungen der Geographischen Gesellschaft in München 7 (1), s. 302–303, 1912
- Diagnoses des Stomiatidés nouveaux provenant des campagnes du yacht „Hirondelle II” (1911 et 1912) (avec un tableau de determination). Bulletin de l’Institut océanographique de Monaco 253, s. 1–5, 1913
- Le crâne de Gastrostomus bairdi Gill et Ryder Bulletin de l’Institut océanographique de Monaco 254, s. 1–6, 1913
- Wissenschaftliche Ergebnisse der Reise von Prof. Dr. G. Merzbacher im zentralen und östlichen Thian-Schan 1907/8. II. Fische. Abhandlungen der königlich Bayerischen Akademie der Wissenschaften (mathematisch-physikalische Klasse) 26 (4), s. 1–18, 1913
- Wissenschaftliche Ergebnisse der Reise von Dr. Erich Zugmayer in Balutschistan 1911. Die Fische von Balutschistan. Mit einleitenden Bemerkungen über die Fauna des Landes. Abhandlungen der königlich Bayerischen Akademie der Wissenschaften (mathematisch-physikalische Klasse) 26 (6), s. 1–35, 1913
- Balutschistan (vorläufige Ergebnisse einer Reise im Jahre 1911). Mitteilungen der Geographischen Gesellschaft in München 8 (1), s. 40–48, 1913
- Diagnoses de quelques poissons nouveaux provenant des campagnes du vacht Hirondelle II (1911–1913). Bulletin de l′Institut océanographique de Monaco 288, s. 1–4, 1914
- „Groß-Sibirien”. „Mongolien oder Hochasien”. W: Ewald Banse (Hrsg.): Illustrierte Länderkunde. Braunschweig: Westermann, 1914 s. 87–120
- Deutschland im Kaukasus. Zwischen Kaukasus und Sinai: Jahrbuch des Bundes der Asienkämpfer 2, s. 23–47, 1921